# Маккабі (футбольний клуб, Герцлія)
«Маккабі» Герцлія (івр. מועדון כדורגל מכבי הרצליה) — ізраїльський професіональний футбольний клуб з міста Герцлія. Заснований у 1932 році. Домашні матчі проводить на «Муніципальному стадіоні Герцлії». У сезоні 2016/17 клуб грає у Лізі Леуміт, другому за силою дивізіоні Ізраїлю.
У 1990-х роках за «Маккабі Герцлія» виступало багато футболістів з держав колишнього СРСР.
У 1998—1999 роках у команді тренером працював український спеціаліст Андрій Баль.

## Досягнення
- Фіналіст Кубку Ізраїлю (1): 2005
- Володар Кубку ізраїльської ліги (Кубку Тото) (1): 2007
- Переможець Ліги Леуміт (2): 1992/92, 2005/06

## Історія виступів
| Сезон   | Дивізіон | Місце | Кубок |
| ------- | -------- | ----- | ----- |
| 1992/93 | 2        | 1-е   |       |
| 1993/94 | 1        | 11-е  |       |
| 1994/95 | 1        | 14-е  | 1/16  |
| 1995/96 | 1        | 7-е   |       |
| 1996/97 | 1        | 14-е  |       |
| 1997/98 | 1        | 8-е   |       |
| 1998/99 | 1        | 13-е  |       |
| 1999/00 | 1        | 13-е  | 1/8   |
| 2000/01 | 2        | 9-е   |       |
| 2001/02 | 2        | 3-е   |       |
| 2002/03 | 2        | 5-е   |       |
| 2003/04 | 2        | 9-е   |       |
| 2004/05 | 2        | 7-е   |       |

| Сезон   | Дивізіон | Місце | Кубок |
| ------- | -------- | ----- | ----- |
| 2005/06 | 2        | 1-е   |       |
| 2006/07 | 1        | 10-е  |       |
| 2007/08 | 1        | 12-е  |       |
| 2008/09 | 2        | 7-е   |       |
| 2009/10 | 2        | 10-е  |       |
| 2010/11 | 2        | 3-е   |       |
| 2011/12 | 2        | 3-е   |       |
| 2012/13 | 2        | 7-е   |       |
| 2013/14 | 2        | 9-е   |       |
| 2014/15 | 2        | 11-е  |       |
| 2015/16 | 2        | 4-е   |       |
| 2016/17 | 2        |       |       |

## Відомі гравці
- Олександр Гайдаш
- Віталій Мінтенко
- Олег Надуда
- Роман Пилипчук
- Талят Шейхаметов
- Шай Маймон
- Аві Рікан
- Еміль Кітельман
- Ісмет Муніші
- Гамлет Мхітарян
- Геннадій Лесун
- Альвідас Концявічюс
- Вячеслав Сукрістов
- Василій Іванов
- Валерій Клеймьонов
- Володимир Нідергаус
- Олександр Полукаров
- Ігор Шквирін

## Відомі тренери
- Андрій Баль
- Реувен Атар
- Даниель Брайловський
- Йешуа Фейгенбаум